# Torpa distrikt, Småland
Torpa distrikt är ett distrikt i Ljungby kommun och Kronobergs län. Distriktet ligger väster om Ljungby i västra Småland. 

## Tidigare administrativ tillhörighet
Distriktet inrättades 2016 och utgörs av socknen Torpa i Ljungby kommun.
Området motsvarar den omfattning Torpa församling hade 1999/2000.